# Динамо (футбольный клуб, Бухарест)
«Дина́мо Бухаре́ст» (рум. Fotbal Club Dinamo Bucureşti) — румынский футбольный клуб из города Бухарест. Основан 14 мая 1948 года. Является одним из самых титулованных клубов Румынии, уступая по количеству завоёванных трофеев только «Стяуа». Домашние матчи проводит на стадионе «Динамо», вмещающем 15 032 зрителя.

## История

### Основание и первые годы

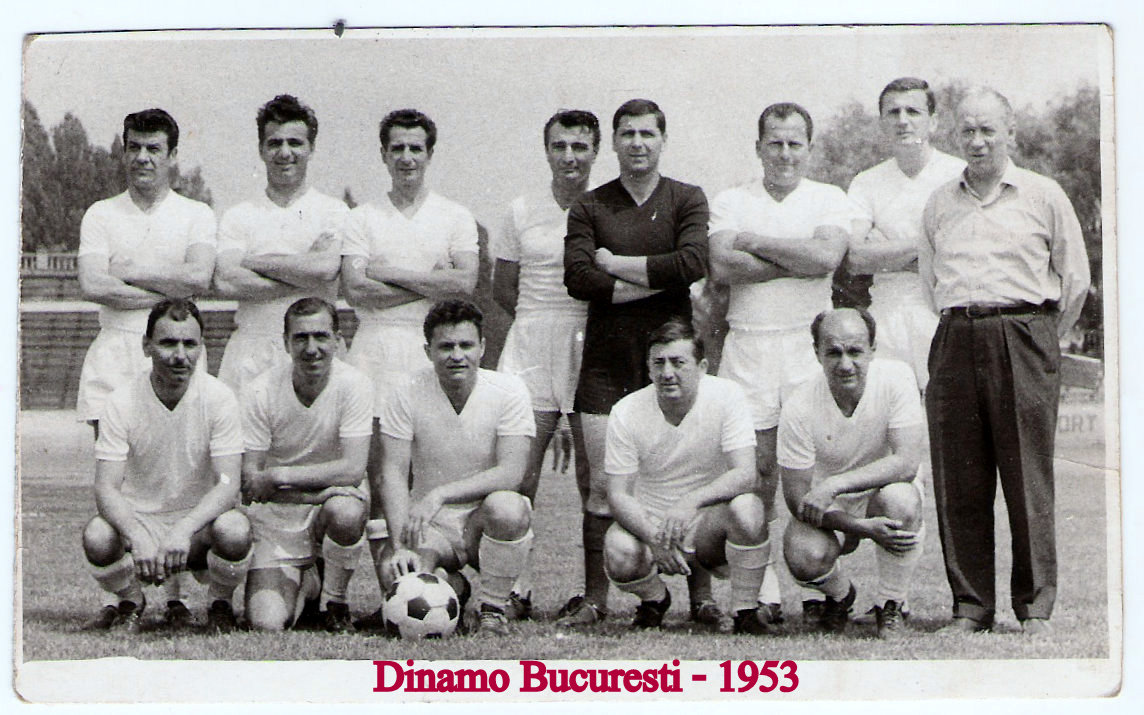
Динамо Бухарест в 1953 году

14 мая 1948 года «Униря Триколор Бухарест», недавно вступившая в январе 1948 года под эгиду коммунистического режима Министерства внутренних дел Румынии объединилась с «Чоканул Бухарест» и образовала спортивный клуб «Динамо Бухарест», представляющий вышеупомянутое учреждение.
До конца чемпионата «Динамо» собиралось представлять две команды: «Чоканул», названные «Динамо A», и «Униря Триколор», известные как «Динамо B» (последняя в конце футбольного сезона отправилась в Дивизию B). Начиная с 1950 года «Динамо А» было отделено от «Динамо В», причём последнее было переведено сначала в Брашов, затем в Клуж-Напоку, а после в 1958 году переехало в Бакэу и стала называться «ФКМ Бакэу».
Название «Динамо» впервые было использовано 1 мая 1948 года. Тем не менее, настоящий дебют «Динамо» состоялся в конце сезона 1947/48, когда «Чоканул» финишировал на 8-м месте. Некоторыми из игроков команды были Амбру, Анджело Никулеску, Теодореску, Чиклован, Барта, Сарбу. 14 июля 1948 года «Динамо» провело свой первый международный матч с «Зиднице» (Чехословакия), который завершился победой красно-белых 4:1. 22 августа состоялся дебют «Динамо Бухарест» в высшем дивизионе Румынии. За команду играли Титус Озон, Лэзареску, Начиу. Первым тренером команды был Коломан Браун-Богдан. В конце сезона 1948/49 Анджело Никулеску завершает карьеру игрока, становится тренером и впоследствии добивается больших побед с «Динамо» и сборной Румынии. В 1950 году в «Динамо» прибыли новые футболисты: Николай Думитру и Георге Бэкюц.

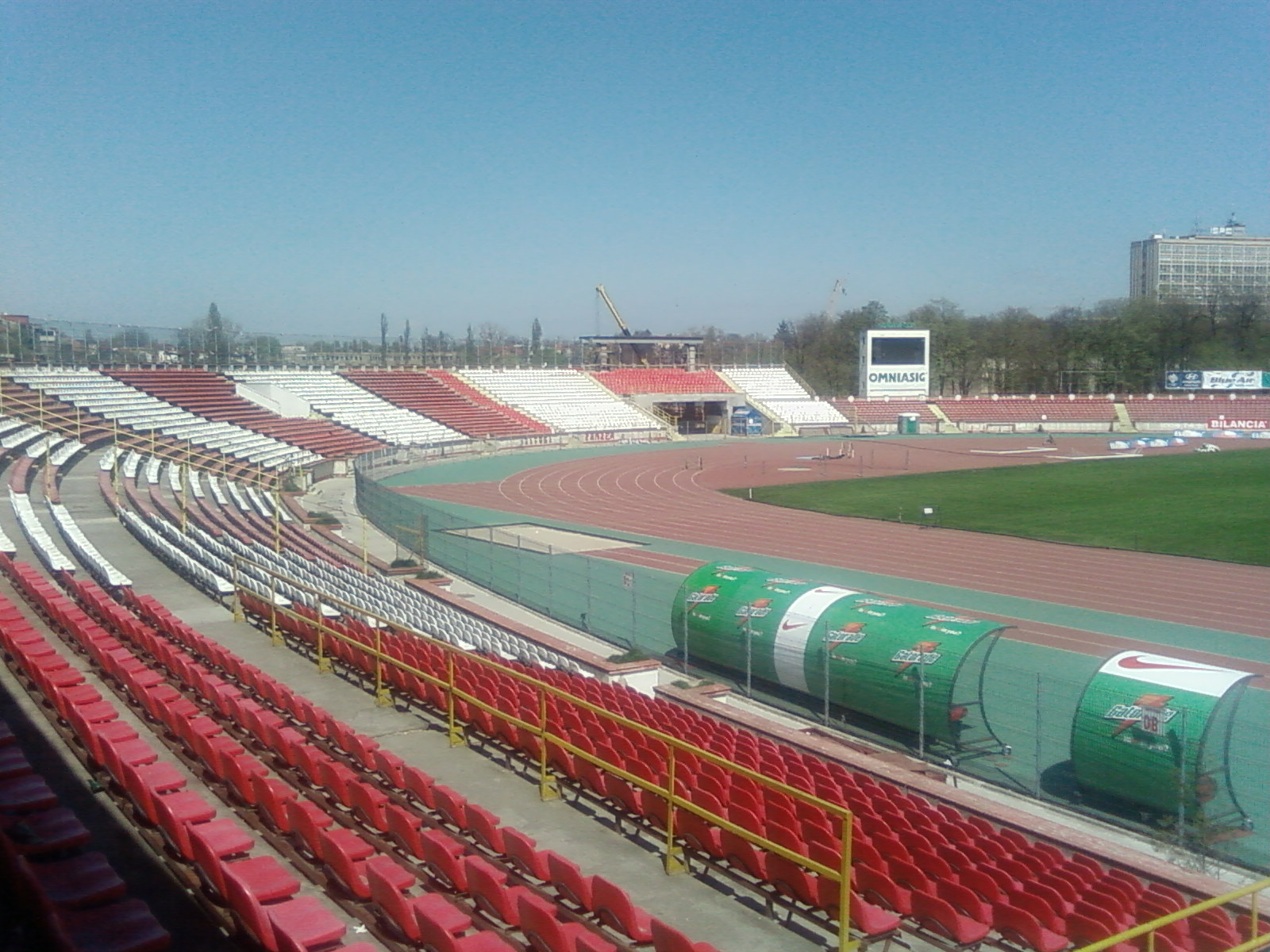
Стадион «Динамо»

Нынешний стадион «Динамо» был построен 14 октября 1951 года. Первый матч на нём был сыгран в 1952 году, «Динамо» победило «Локомотив Тимишоара» 1:0. «Динамо» занимало второе место в чемпионате в трёх сезонах подряд с 1951 по 1953 год. В 1954 году «Динамо» проиграло в финале Кубка Румынии «Металулу Решица» 0:2.
В 1955 году «Динамо» выиграло свой первый чемпионат. С Анджело Никулеску в качестве главного тренера, «Динамо» произвело сильное впечатление в атаке, сформированной из Александра Эне, Неага и Иона Суру. Защита с такими игроками, как Георге Бэкюц, Ладислау Бэкюц, Иосиф Шекё, Валериу Келиною была лучшей в чемпионате — пропущено только 19 голов.
Осенью 1956 года «Динамо» дебютирует в Кубке европейских чемпионов (соревнование было создано годом ранее). «Динамо» стало первой румынской командой, которая сыграла в европейских соревнованиях. Дебютная игра была сыграна 26 августа 1956 года в Бухаресте перед 32 000 зрителей. «Динамо» победило «Галатасарай» со счётом 3:1. Во втором матче «Динамо» проиграло в Стамбуле 1:2 и по сумме двух матчей продвинулось дальше.

### 60-е годы
В 1962 году «Динамо» выиграло свой второй чемпионат с такими игроками, как Датку, Штефан, Унгурою (главными тренерами были Николае Думитру и Неделеску). В 1963 году «Динамо» выиграло свой третий титул. В этом сезоне за команду играли Пэркэлаба, Гергели (главными тренерами были Траян Ионеску и Николае Думитру). «Динамо» также выиграло Кубок Румынии в 1964 году, победив 5:3 своего главного соперника «Стяуа». «Динамо» играло в Кубке европейских чемпионов против знаменитого «Реала» (1:3 в Бухаресте) с Альфредо Ди Стефано и Франсиско Хенто в составе. Игра в Бухаресте состоялась на «стадионе 23 августа» и установила новый рекорд для этой арены: 100 000 зрителей.
Осенью 1964 года в Кубке европейских чемпионов «Динамо» встретилось с «Интернационале» из Милана с Факкетти, Пикки, Джаиром, Маццоллой, Корсо и Суаресом в составе. «Динамо» проиграло оба матча 0:6 в Милане и 0:1 в Бухаресте. В 1965 году «Динамо» выиграло ещё один чемпионат, пришли новые игроки Мирча Луческу и Грозеа. В следующем сезоне Кубка европейских чемпионов «Динамо» снова встретилось с «Интером» и сумело выиграть домашнюю игру со счётом 2:1. «Интер» выиграл в Милане 2:0 и прошёл дальше.

### 70-е годы

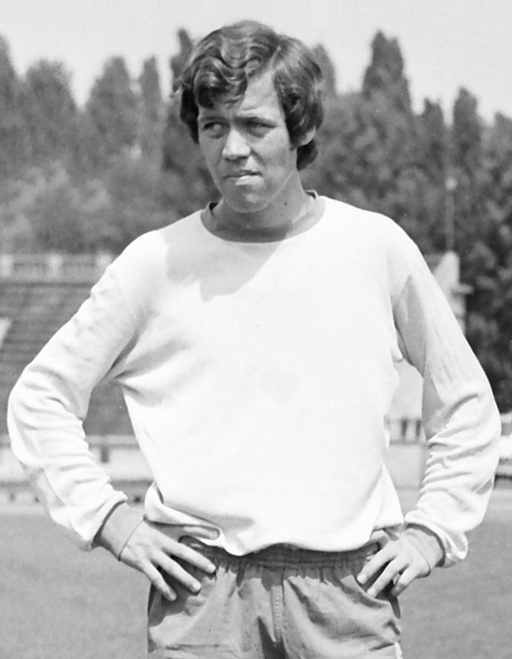
Флоря Думитраке

В 1971 году «Динамо» становится чемпионом в 6-й раз. В Кубке европейских чемпионов 1971/72 «Динамо» проходит «Спартак Трнаву» (0:0 в Бухаресте, 2:2 в Трнаве). Новый игрок команды: Флоря Думитраке. Далее следует двойное поражение от «Фейеноорда» 0:3 в Бухаресте и 0:2 в Роттердаме. Седьмой титул был выигран два года спустя в 1973 году, после победы над «ЧФР Клуж» 4:0 и благодаря поражению «Университати Крайовы» 0:1 от «УТА Арада», при равенстве очков «Динамо» оказалось выше «Университати» в турнирной таблице за счёт разницы мячей. В Кубке европейских чемпионов 1973/74 «Динамо» победило «Крусейдерс» из Северной Ирландии, после победы 1:0 в Белфасте, домашняя игра завершилась с разгромным счётом 11:0, что по-прежнему является самой большой победой в истории европейского Кубка. Но потом последовал провал в матчах против «Атлетико Мадрид» 0:2 в Бухаресте и 2:2 в Мадриде. В сезоне 1974/75 «Динамо» играет в Кубке УЕФА и после победы над «Болуспором» 4:0 по сумме двух матчей, терпит неудачу в противостоянии с «Кёльном» 1:1 и 2:3.

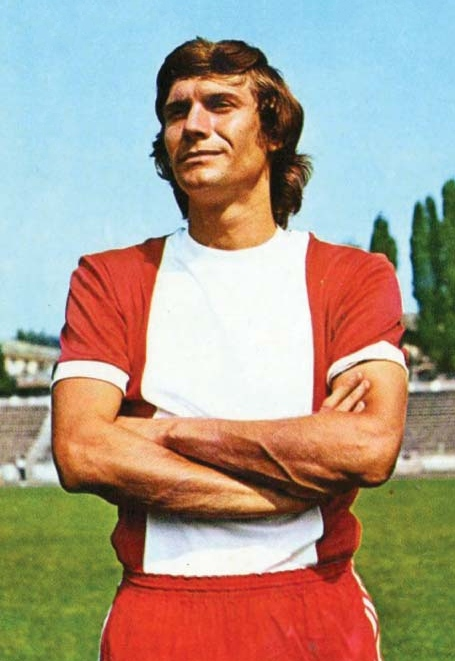
Дуду Джорджеску

В 1975 году был выигран восьмой титул, нападающий «Динамо» Дуду Джорджеску получил «Золотую бутсу» (с 32 голами). В сезоне 1976/77 в Кубке УЕФА «Динамо» играет против итальянского «Милана» с Фабио Капелло и Колловатти в составе (0:0 в Бухаресте и 1:2 в Милане). Сезон 1976/77 принёс 9-й титул и вторую «Золотую бутсу» для Дуду Джорджеску (47 голов). В Кубке европейских чемпионов 1977/78 «Динамо» выигрывает захватывающую игру в Бухаресте против «Атлетико Мадрид» 2:1, но проигрывает в Мадриде 0:2.
В первом раунде Кубка УЕФА 1979/80 «Динамо» играло с командой «Алки Ларнака», после победы 3:0 в Бухаресте, последовала разгромная победа на Кипре 9:0. Во втором раунде «Динамо» побеждает «Айнтрахт» из Франкфурта 2:0 в Бухаресте и проигрывает 0:3 в Германии после дополнительного времени.

### 80-е годы
Сезон 1981/82 Кубка УЕФА принёс «Динамо» большие победы. В первом раунде красно-белые победили болгарский «Левски» (3:0 в Бухаресте и 1:2 в Софии). Во втором раунде «Динамо» встречалось с «Интернационале». В Милане команды разошлись миром 1:1, а в Бухаресте «Динамо» одержало победу 3:2 в дополнительное время. «Динамо» выбывает из турнира в третьем раунде от шведского «Гётеборга» (1:3 в Швеции, 0:1 в Румынии), который в конечном итоге выиграл трофей.
10-й национальный титул был выигран в 1982 году. В том же году «Динамо» завоёвывает и Кубок Румынии после победы в финале 3:2 над «Бая-Маре». После 5-летнего отсутствия «Динамо» возвращается в Кубок европейских чемпионов в сезоне 1982/83, побеждая «Волеренгу» 4:3 по сумме двух матчей. На следующем этапе «Динамо» противостоял сложный соперник — пражская «Дукла». После победы в Бухаресте 2:0, последовало поражение в Праге 1:2 и проход дальше. «Динамо» проигрывает «Астон Вилле» с общим счётом 2:6 (0:2 дома и 2:4 в Бирмингеме) и выбывает из турнира. 11-й титул был выигран год спустя в 1983 году.

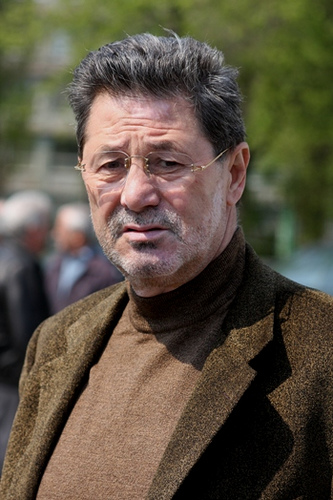
Корнел Дину, игрок с наибольшим количеством матчей за «Динамо»

Сезон 1983/84 начался с завершения карьеры Корнела Дину, победителя 6 национальных титулов и 6 кубков, он провёл 454 матча за «Динамо» в высшей лиге и 75 за сборную Румынии. Ещё в том же году «Динамо» выигрывает 12-й титул.
Сезон 1983/84 стал одним из лучших сезонов «Динамо» в еврокубках. В первом раунде «Динамо» встречалось с финской командой «Куусюси» из Лахти (1:0 в Финляндии и 3:0 в Бухаресте). Во втором раунде «Динамо» противостоял действующий чемпион Германии «Гамбург». Матч в Бухаресте завершился разгромной победой «Динамо» 3:0. Захватывающий второй матч завершился со счётом 3:2 в пользу Гамбурга. Чтобы попасть в полуфинал «Динамо» должно было победить другую топ-команду: «Динамо Минск». Первый матч завершился вничью 1:1 (Мирча Редник сравнял счёт на 87-й минуте), за ним последовала победа 1:0 в Бухаресте и выход в полуфинал. «Динамо» стало первой румынской командой, которая вышла в полуфинал Кубка европейских чемпионов, где встретилась с «Ливерпулем». «Динамо» проиграло в первом матче на «Энфилде» 0:1. Во втором матче «Динамо» проиграло 1:2 в Бухаресте и покинуло соревнование.
В первом раунде следующего розыгрыша Кубка европейских чемпионов «Динамо» играло с «Омонией» из Никосии (победа 4:1 в Бухаресте и поражение 1:2 на Кипре). Во втором раунде «Динамо» встречалось с французским «Бордо». В первом матче «Бордо» одержало минимальную победу 1:0, а в ответном команды разошлись миром 1:1 и «Динамо» выбыло из турнира.
В 1986 году «Динамо» выигрывает Кубок Румынии победив в финале «Стяуа» 1:0. После 18-летнего перерыва «Динамо» снова играет в Кубке обладателей кубков осенью 1986 года. Сезон 1986/87 принёс «Золотую бутсу» Родиону Кэмэтару (44 гола). В 1/16 финала «Динамо» проиграло албанской «Тиране» 1:3 по сумме двух матчей.
Финал Кубка Румынии 1988 года был особенным. Матч был прерван на 90-й минуте при счёте 1:1, потому что забитый «Стяуа» гол был отменён из-за офсайда. После этого игроки «Стяуа» покинули поле, заявив о том, что их засудил рефери. «Динамо» получило трофей, но позже Федерация футбола Румынии под давлением со стороны Коммунистической партии присудил победу «Стяуа» 2:1. После Румынской революции в декабре 1989 года «Стяуа» предложил вернуть трофей «Динамо», который отказался взять его.
В сезоне 1988/89 Кубка обладателей кубков «Динамо» снова играло с финской командой «Куусюси» и победило с общим счётом 6:0 (3:0 в Бухаресте и 3:0 в Лахти). Во втором раунде был побеждён шотландский клуб «Данди Юнайтед» (1:0 в Шотландии и 1:1 в Бухаресте). В четвертьфинале «Динамо» встречалось с итальянской «Сампдорией», обе встречи завершились вничью (1:1 в Бухаресте и 0:0 в Генуе), однако за счёт гола забитого в гостях дальше прошла «Сампдория».

### Начало 1990-х
Кубок обладателей кубков сезона 1989/90 принёс новый успех. В первом раунде «Динамо» встречалось с албанской командой «Динамо Тирана», после поражения в Албании 0:1, была одержана победа 2:0 в Бухаресте. Следующим соперником стал чемпион Греции «Панатинаикос», были одержаны убедительные победы 2:0 в Греции и 6:1 в Бухаресте. В четвертьфинале «Динамо» встречалось с «Партизаном» из Белграда и выиграло оба матча: 2:1 дома и 2:0 в гостях. После шести лет перерыва «Динамо» снова выходит в полуфинал еврокубков, где уступает бельгийскому «Андерлехту», проиграв дважды со счётом 0:1.
Летом 1990 года «Динамо» с тренером Мирчей Луческу завоёвывает 13-й по счёту национальный титул. Также команда выигрывает Кубок Румынии победив в финале «Стяуа» 6:4. Новый сезон Кубка европейских чемпионов начинается с победы над ирландской командой «Сент-Патрикс Атлетик» (4:0 в Бухаресте и 1:1 в Ирландии). «Динамо» выбывает из турнира во втором раунде проиграв «Порту» 0:4 по сумме двух матчей.
В сезоне 1991/92 Кубка УЕФА «Динамо» встречалось с португальским «Спортингом». Матч в Лиссабоне завершился победой Спортинга 1:0, а в Бухаресте «Динамо» оказалось сильнее 2:0 после дополнительного времени. В следующем раунде «Динамо» играло против «Дженоа» и потерпело поражение 1:3 в Италии, а в Бухаресте сыграло вничью 2:2.
В 1992 году «Динамо» выиграло 14-й титул. Это был триумфальный сезон с 34 матчами без поражений.

### Падение середины 1990-х годов
В последующие годы «Динамо» играло в Кубке УЕФА, однако без каких-либо особых результатов. В сезоне 1993/94 команда покидает соревнование в первом квалификационном раунде, уступив «Кальяри» (3:2 в Бухаресте, 0:2 в Италии). В сезоне 1994/95 «Динамо» проиграло «Трабзонспору» 4:5 (1:2 в Турции, 3:3 в Румынии). В сезоне 1995/96 «Динамо» проиграло болгарскому «Левски» 0:1 в Бухаресте и 1:1 в Софии после дополнительного времени.
Новыми игроками «Динамо» стали Кэтэлин Хылдан, Флорентин Петре и Космин Контра. Вместе со знаменитым вратарём Флорином Пруней выступали Адриан Михалча и Джани Кирицэ. В сезоне 1998/99 в новом составе «Динамо» играло в лучший футбол в Румынии, но в итоге заняло 2-е место уступив титул «Рапиду Бухарест».

### Новый век
В сезоне 1999/00 «Динамо» играло в Кубке УЕФА и победило «Бенфику» 1:0 в Португалии на старом стадионе «Эштадиу да Луш», а затем проиграло ответную игру в Бухаресте на стадионе «Котрочень» 0:2.
«Динамо» выиграло 15-й титул в 2000 году, когда за команду играл Адриан Муту. Во втором квалификационном раунде Лиги чемпионов УЕФА 2000/01 «Динамо» проиграло варшавской «Полонии» (3:4 в Бухаресте и 1:3 в Варшаве), главным образом потому, что продали большинство игроков в летнее трансферное окно. Это повлияло и на следующий сезон, когда «Динамо» уступило титул «Стяуа».
В сезоне 2001/02 «Динамо» выиграло 16-й титул после напряжённой чемпионской гонки. «Динамо» завоевало титул в последней игре сезона победив «Брашов» 4:0 и обойдя в таблице «Национал Бухарест», который проиграл «Университате Крайове» 1:2. В Кубке УЕФА 2001/02 «Динамо» победило «Динамо Тирану» в отборочном раунде (1:0 в Бухаресте и 3:1 в Албании), но в первом раунде проиграло команде «Грассхоппер» из Цюриха оба матча с одинаковым счётом 1:3.
В сезоне 2002/03 на «Динамо» снова повлияли игроки покинувшие команду, для лидерующих клубов это стало традицией продавать игроков после победы в чемпионате, проигрывать игры в Лиге чемпионов и испытывать трудности в Дивизии А. «Динамо» сменило много тренеров и проиграло 7 матчей подряд. После того как Йоан Андоне возглавил команду, «Динамо» сыграло в полуфинале Кубка Румынии с «Астрой Плоешти». После поражения 1:2 в Плоешти в первом матче, «Динамо» выиграло у «Астры» в Бухаресте 3:1 после дополнительного времени. Затем они выиграли Кубок Румынии, победив в финале «Национал» 1:0 за счёт гола забитого Юлианом Тамешем.
После того как в 2003/04 годах вновь собрали команду, «Динамо» победило донецкий «Шахтёр» в первом раунде Кубка УЕФА сезона 2003/04 (2:0 в Бухаресте и 3:2 в Донецке. Во втором раунде «Динамо» проиграло московскому «Спартаку» (0:4 в Москве и 3:1 в Бухаресте) и покинуло турнир. В румынской лиге «Динамо» выиграло 17-й титул, опередив своего главного соперника «Стяуа» на 6 очков. Они также выиграли Кубок Румынии после победы 2:0 над «Оцелулом» в Котрочени.

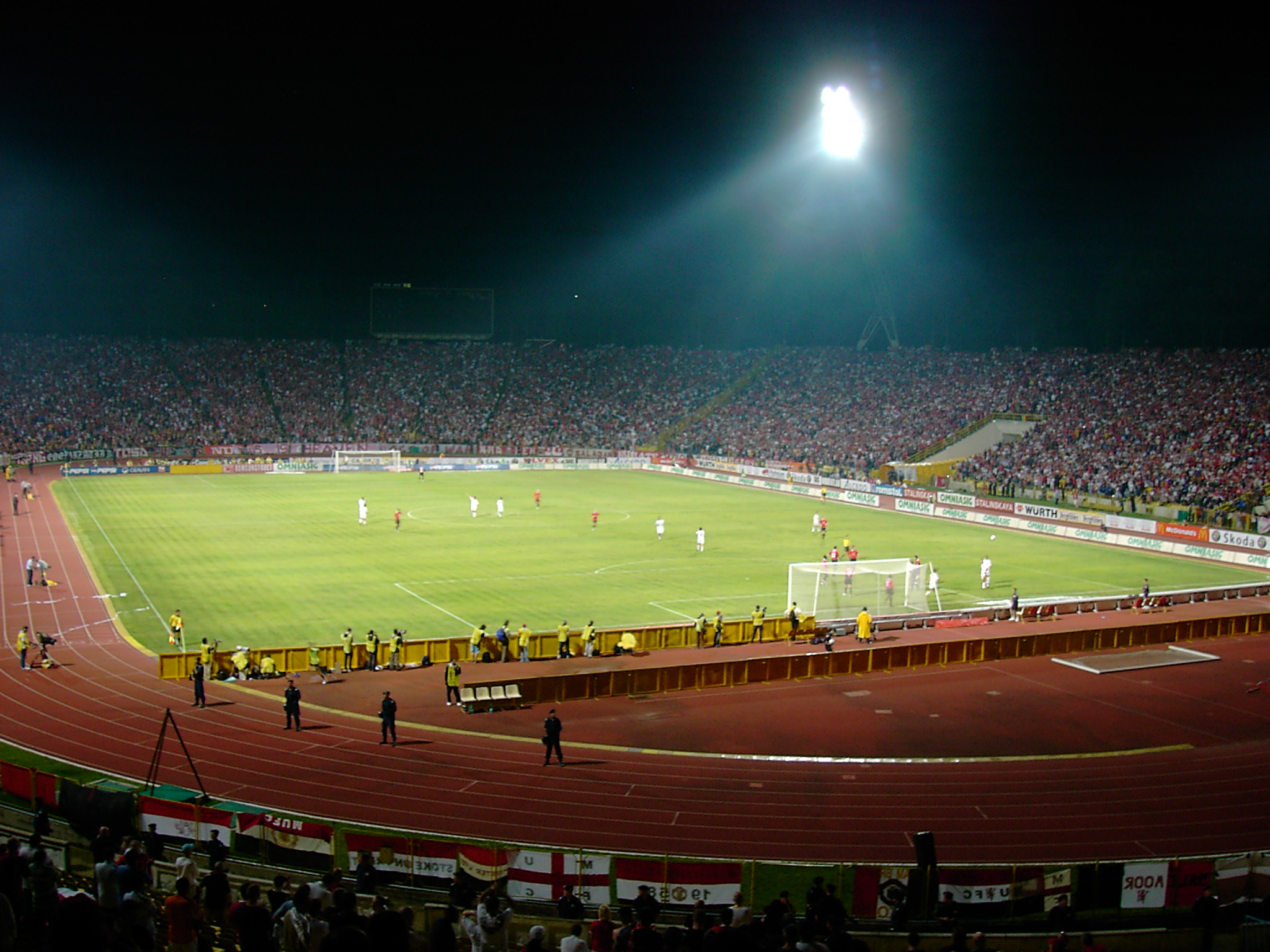
Национальный стадион на матче «Динамо Бухарест» — «Манчестер Юнайтед»

В течение сезона 2004/05 «Динамо» сыграло захватывающую игру против «Манчестер Юнайтед» в Бухаресте на «Национальном стадионе», в третьем квалификационном раунде Лиги чемпионов УЕФА, но проиграло 1:2. Эта игра была знаменательной, потому что показала большой прогресс с последних попыток «Динамо» попасть в групповой этап Лиги чемпионов. Второй матч был проигран на «Олд Траффорд» 0:3.
Кульминацией за последнее время стал сезон Кубка УЕФА 2005/06, когда «Динамо» победило английский «Эвертон» 5:1 в Бухаресте. В Англии «Эвертон» победил 1:0. Кроме того «Динамо» удалось обыграть действующего обладателя Кубка УЕФА московский «ЦСКА» 1:0 в Бухаресте, но не удалось попасть в Еврокубковую весну из-за игр, проигранных на последних минутах. Наиболее спорным был матч на стадионе «Велодром», где «Динамо» уступило «Марселю» 1:2, хотя Октавиан Кихая забил гол на последних секундах, но рефери не подтвердил взятие ворот, потому что поворачивался к центру поля, готовясь к концу игры.
В сезоне 2006/07 «Динамо» прошло отбор в Еврокубковую весну, где были выбиты «Бенфикой» после поражения 0:1 на «Эштадиу да Луш» и 1:2 на стадионе «Динамо». В чемпионате Румынии 2006/07 «Динамо» победило большинство своих соперников в первых 19 турах, в результате чего осенью оказались на 13 очков впереди от второго места, а после они завоевали свой 18-й титул, за четыре тура до конца сезона. Румынские чемпионы могли бы претендовать непосредственно на групповой этап Лиги чемпионов в сезоне 2007/08, если бы «Манчестер Юнайтед» или «Челси» выиграли турнир в сезоне 2006/07. Но «Милан» стал чемпионом и «Динамо» должно было сыграть предварительный раунд перед групповым этапом.
«Динамо» снова не смогло выйти в групповой этап Лиги чемпионов, так как был выбит римским «Лацио» в третьем отборочном раунде (1:1 в Риме и 1:3 в Бухаресте). После четырёх смен тренеров, «Динамо» закончило сезон 2007/08 на 4-м месте в Лиге I. Летом 2008 года Мирча Редник вернулся в качестве тренера с задачей выиграть титул и квалифицировать «Динамо» в Лигу чемпионов, но после того, как команда закончила первую часть сезона в качестве лидера, они провалились на финише и завершили сезон 2008/09 только на 3-м месте.
В сезоне 2009/10 «Динамо» играло в раунде плей-офф Лиги Европы против чешского клуба «Слован Либерец». В первом матче в Бухаресте фанаты «Динамо» массово выбежали на поле, в результате чего матч был остановлен на 88-й минуте при счёте 2:0 в пользу «Слована». Контрольно-дисциплинарный комитет УЕФА присудил «Динамо» техническое поражение 0:3. Неделей позже в Либереце «Динамо» удалось победить 3:0 в основное время и после дополнительного времени, выиграть серию пенальти 9:8 после 10 ударов и выйти в групповой этап Лиги Европы. Внутренний сезон стал ещё одним неудачным, «Динамо» заняло 6-е место в чемпионате.
В сезоне 2010/11 «Динамо» снова финишировало на 6-м месте и вышло в финал Кубка Румынии, где проиграло «Стяуа» 1:2. В сезоне 2011/12 «Динамо» стартовало с новым тренером, бывшим игроком команды Ливиу Чоботариу.
В раунде плей-офф Лиги Европы сезона 2011/12 «Динамо» потерпело разочаровывающее поражение от полтавской «Ворсклы» (1:2 в Полтаве и 2:3 в Бухаресте). «Динамо» лидировало в Лиге I после 10 туров с лучшим нападением и защитой в чемпионате, несмотря на продажу Габриэля Торже итальянскому «Удинезе», только Дорел Стойка и Срджан Лучин дополнили состав для нового сезона.
В конце осенней части сезона «Динамо» лидировало в чемпионате, опережая на одно очко «ЧФР Клуж» и начало весеннюю часть с победы над «Газ Метаном» 2:0 в первой в истории игре, сыгранной «Красными псами» на новом «Национальном стадионе», который установил рекорд сезона в 20 000 зрителей. Но после последовал отрезок из серии поражений и в итоге команда заняла только 5-е место с 62 очками. Тем не менее, «Динамо» удалось выиграть 2 трофея. В финале Кубка Румынии «Динамо» победило «Рапид Бухарест» 1:0 и квалифицировалось в раунд плей-офф Лиги Европы. В матче за Суперкубок Румынии «Динамо» победило «ЧФР Клуж» 4:2 после серии пенальти.

### Смена владельца и несостоятельность
В марте 2013 года бизнесмен Ионуц Негоицэ купил клуб у Николая Бади. Сезон 2012/13 «Динамо» закончило той же командой, что и до смены владельца, но после сезона Негоицэ начал свои действия. Он назначил бывшего игрока и тренера «Динамо» Георге Мулцеску главным тренером, новым президентом стал Константин Ангелаш, а новым руководителем молодёжной академии Габи Рэдуцэ. Но всё пошло не так, как хотелось бы, и в сентябре 2013 года Мулцеску был уволен. Такое решение было принято, потому что «Динамо» набрало всего девять очков в первых восьми турах сезона Лиги I. Вместо Мулцеску был назначен Флавиус Стойкан, которого повысили из второй команды. Под руководством Стойкана «Динамо» начало подниматься, и в марте 2014 года команда была близка к подиуму. Они закончили сезон 2013/14 на четвёртом месте и вышли в полуфинал Кубка Румынии, где проиграли «Стяуа».
В мае 2014 года Ионуц Негоицэ объявил, что в клубе начались процедуры по вхождению в банкротство. Бухарестский суд принял запрос в июне 2014 года. Таким образом, лицензионный комитет Румынской федерации принял решение отозвать права «Динамо» на выступления в еврокубках.
24 сентября 2015 года муниципальный суд Бухареста постановил, что «Динамо» удовлетворяет критериям прекращения процесса несостоятельности. Но клуб не мог участвовать в европейских соревнованиях, поэтому, несмотря на окончание сезона на 4-м месте, «Динамо» не участвовало в Лиге Европы.

### Возвращение в европейские соревнования
В сезоне 2016/17 Лиги I «Динамо» заняло третье место и вышло в Лигу Европы. В сезоне 2017/18 Лиги Европы УЕФА «Динамо» встречалось с испанским клубом «Атлетик Бильбао» в третьем отборочном раунде. Первый матч в Бухаресте завершился вничью 1:1, когда бразилец Ривалдиньо сравнял счёт. Но «Атлетик» выиграл второй матч со счётом 3:0 и «Динамо» выбыло из турнира.
В следующие два сезона «Динамо» не смогло попасть в группу лидеров Лиги I и пропустило европейские кубки.

### Борьба за вылет
«Динамо» не выходило в плей-офф Лиги I три сезона подряд с 2018 по 2020 год и каждый год занимало более низкие места, чем раньше. После девятого места в 2019 году, «Динамо» вело борьбу за вылет на протяжении всего сезона 2019/20. Владелец Ионуц Негоицэ хотел продать клуб, но никто не поступил с серьёзным предложением и ассоциация болельщиков выкупила 20 % акций клуба. Адриан Михалча был назначен главным тренером в марте 2020 года, но дебютировал в июне после приостановки чемпионата из-за COVID-19. Михалча начал с четырёх поражений в первых четырёх играх, а «Динамо» достигло дна в чемпионате. 5 июля «Динамо» выиграло в гостях у «Академики Клинчени» 3:1 и вырвалось с последнего места, но осталось в зоне вылета. Следующая игра завершилась вничью дома с «Политехникой Яссы» 1:1. Таким образом, Михалча был уволен после семи проведённых игр. Георге Мулцеску вернулся на пост главного тренера «Динамо» в четвёртый раз.
«Динамо» снова пострадало от коронавируса. 16 июля у шести игроков был выявлен положительный результат и вся команда была снова помещена в карантин на пять дней до следующей серии тестов. Другие четыре игрока сдали положительный тест в следующие два дня. 22 июля количество заражённых игроков выросло до 18.
6 августа сезон Лиги I был завершён и «Динамо» не провело все отложенные матчи, завершив сезон на 13-м месте. Но клуб избежал вылета после того, как Румынская федерация решила увеличить количество команд в Лиге I с 14 до 16. Таким образом, только 14-е команда играла плей-офф понижения/повышения против команды из Лиги II.

### Сделка с иностранным инвестором
13 августа 2020 года клуб приобрела испанская компания Benel International SA, которую представляет Пабло Кортасеро. Новые хозяева пообещали вернуть «Динамо Бухарест» в еврокубки.

## Болельщики
Фанатское движение клуба является одним из наиболее мощных в Румынии. Болельщики «Динамо» имеют дружеские отношения с фанатами таких клубов как «Университатя Клуж», «Црвена звезда».
Противостояние «Динамо» и «Стяуа», которое зачастую называют «Вечным дерби», является наиболее известным и напряженным футбольным дерби в стране. До, во время и после матчей между этими двумя командами отмечаются случаи различных акций, проводимых фанатскими группировками и связанных, в том числе, и с применением насилия, как в отношении болельщиков соперника, так и сотрудников местных органов правопорядка.

## Благотворительность
В сентябре 2021 года на матч чемпионата Румынии против столичного «Стяуа» футболисты команды вышли с бездомными собаками на руках. Они принимают участие в благотворительной акции, цель которой найти питомцам из приютов хозяев. Акция будет проведена несколько раз по ходу сезона.

## Достижения

### Национальные титулы
Чемпионат Румынии
- Чемпион (18): 1955, 1961/62, 1962/63, 1963/64, 1964/65, 1970/71, 1972/73, 1974/75, 1976/77, 1981/82, 1982/83, 1983/84, 1989/90, 1991/92, 1999/00, 2001/02, 2003/04, 2006/07
- Серебряный призёр (20): 1951, 1952, 1953, 1956, 1958/59, 1960/61, 1966/67, 1968/69, 1973/74, 1975/76, 1978/79, 1980/81, 1984/85, 1986/87, 1987/88, 1988/89, 1992/93, 1998/99, 2000/01, 2004/05
- Бронзовый призёр (10): 1954, 1965/66, 1967/68, 1990/91, 1993/94, 1994/95, 1996/97, 2005/06, 2008/09, 2016/17

Кубок Румынии
- Обладатель (13): 1958/59, 1963/64, 1967/68, 1981/82, 1983/84, 1985/86, 1989/90, 1999/00, 2000/01, 2002/03, 2003/04, 2004/05, 2011/12
- Финалист (10): 1954, 1968/69, 1969/70, 1970/71, 1986/87, 1987/88, 1988/89, 2001/02, 2010/11, 2015/16

Суперкубок Румынии
- Обладатель (2): 2005, 2012
- Финалист (4): 2001, 2002, 2003, 2007

Кубок Лиги Румынии
- Обладатель (1): 2016/17

### Европейские титулы
Кубок европейских чемпионов / Лига чемпионов УЕФА
- Полуфиналист (1): 1984

Кубок обладателей кубков УЕФА
- Полуфиналист (1): 1990

## Текущий состав
| 1  | Румыния              | Вр  | Стефан Фара    | 2001 |  |  |  |  |
| 12 | Румыния              | Вр  | Денис Онеску   |      |  |  |  |  |
| 91 | Босния и Герцеговина | Вр  | Филип Дуймович | 1999 |  |  |  |  |
|    |                      |     |                |      |  |  |  |  |
| 2  | Бразилия             | Защ | Габриэль       | 1988 |  |  |  |  |
| 3  | Румыния              | Защ | Давид Тон      | 2004 |  |  |  |  |
| 5  | Румыния              | Защ | Алин Дудя      | 1997 |  |  |  |  |
| 23 | Румыния              | Защ | Рэзван Патриче | 1986 |  |  |  |  |
| 24 | Румыния              | Защ | Дениз Гиафер   | 2001 |  |  |  |  |
| 26 | Румыния              | Защ | Мариус Томозей | 1990 |  |  |  |  |
| 31 | Румыния              | Защ | Костин Амзар   | 2003 |  |  |  |  |
|    |                      |     |                |      |  |  |  |  |
| 4  | Франция              | ПЗ  | Квентин Бена   | 1998 |  |  |  |  |
| 6  | Румыния              | ПЗ  | Юлиан Рошу     | 1994 |  |  |  |  |
| 10 | Испания              | ПЗ  | Дани Иглесиас  | 1995 |  |  |  |  |

| 17 | Румыния | ПЗ  | Геани Крету       | 2000 |  |  |  |  |
| 20 | Румыния | ПЗ  | Антонио Бордушану | 2004 |  |  |  |  |
| 22 | Румыния | ПЗ  | Андрей Бани       | 2002 |  |  |  |  |
| 28 | Румыния | ПЗ  | Валентин Борча    | 2002 |  |  |  |  |
| 30 | Румыния | ПЗ  | Нелуц Рошу        | 1993 |  |  |  |  |
| 77 | Румыния | ПЗ  | Алин Булейка      | 1991 |  |  |  |  |
| 88 | Испания | ПЗ  | Горка Ларруса     | 1993 |  |  |  |  |
| 98 | Румыния | ПЗ  | Андрей Флореску   | 2002 |  |  |  |  |
| 99 | Франция | ПЗ  | Ламин Газали      | 1999 |  |  |  |  |
|    |         |     |                   |      |  |  |  |  |
| 8  | Румыния | Нап | Валентин Лазар    | 1989 |  |  |  |  |
| 9  | Румыния | Нап | Кэтэлин Цыра      | 1994 |  |  |  |  |
| 21 | Румыния | Нап | Василе Бухеску    | 1988 |  |  |  |  |
| 93 | Румыния | Нап | Александру Поп    | 1993 |  |  |  |  |

## Статистика выступлений в чемпионатах Румынии
| Сезон   | Ранг | Турнир | Место | И  | В  | Н  | П  | ГЗ  | ГП | Очки |
| ------- | ---- | ------ | ----- | -- | -- | -- | -- | --- | -- | ---- |
| 1948/49 | 1    | Лига I | 8     | 26 | 11 | 6  | 9  | 55  | 50 | 28   |
| 1950    | 1    | Лига I | 8     | 22 | 9  | 3  | 10 | 40  | 45 | 21   |
| 1951    | 1    | Лига I | 2     | 22 | 14 | 4  | 4  | 52  | 29 | 32   |
| 1952    | 1    | Лига I | 2     | 22 | 14 | 6  | 2  | 51  | 23 | 34   |
| 1953    | 1    | Лига I | 2     | 21 | 10 | 5  | 6  | 37  | 29 | 25   |
| 1954    | 1    | Лига I | 3     | 26 | 12 | 9  | 5  | 62  | 36 | 33   |
| 1955    | 1    | Лига I | 1     | 24 | 15 | 7  | 2  | 42  | 19 | 37   |
| 1956    | 1    | Лига I | 2     | 24 | 13 | 3  | 8  | 48  | 34 | 29   |
| 1957/58 | 1    | Лига I | 6     | 22 | 10 | 4  | 8  | 33  | 26 | 24   |
| 1958/59 | 1    | Лига I | 2     | 22 | 13 | 4  | 5  | 47  | 27 | 30   |
| 1959/60 | 1    | Лига I | 8     | 22 | 6  | 9  | 7  | 29  | 29 | 21   |
| 1960/61 | 1    | Лига I | 2     | 26 | 14 | 4  | 8  | 56  | 31 | 32   |
| 1961/62 | 1    | Лига I | 1     | 26 | 14 | 8  | 4  | 62  | 35 | 36   |
| 1962/63 | 1    | Лига I | 1     | 27 | 14 | 9  | 4  | 46  | 25 | 37   |
| 1963/64 | 1    | Лига I | 1     | 26 | 18 | 4  | 4  | 65  | 25 | 40   |
| 1964/65 | 1    | Лига I | 1     | 26 | 17 | 4  | 5  | 56  | 22 | 38   |
| 1965/66 | 1    | Лига I | 3     | 26 | 10 | 8  | 8  | 45  | 33 | 28   |
| 1966/67 | 1    | Лига I | 2     | 26 | 13 | 6  | 7  | 38  | 23 | 32   |
| 1967/68 | 1    | Лига I | 3     | 26 | 13 | 5  | 8  | 34  | 31 | 31   |
| 1968/69 | 1    | Лига I | 2     | 30 | 15 | 5  | 10 | 55  | 33 | 35   |
| 1969/70 | 1    | Лига I | 5     | 30 | 14 | 4  | 12 | 51  | 41 | 32   |
| 1970/71 | 1    | Лига I | 1     | 30 | 13 | 10 | 7  | 49  | 31 | 36   |
| 1971/72 | 1    | Лига I | 7     | 30 | 12 | 7  | 11 | 46  | 36 | 31   |
| 1972/73 | 1    | Лига I | 1     | 30 | 17 | 5  | 8  | 51  | 32 | 39   |
| 1973/74 | 1    | Лига I | 2     | 34 | 18 | 8  | 8  | 60  | 34 | 44   |
| 1974/75 | 1    | Лига I | 1     | 34 | 19 | 5  | 10 | 63  | 37 | 43   |
| 1975/76 | 1    | Лига I | 2     | 34 | 18 | 8  | 8  | 68  | 35 | 44   |
| 1976/77 | 1    | Лига I | 1     | 34 | 20 | 9  | 5  | 84  | 34 | 49   |
| 1977/78 | 1    | Лига I | 5     | 34 | 15 | 6  | 13 | 50  | 40 | 36   |
| 1978/79 | 1    | Лига I | 2     | 34 | 16 | 9  | 9  | 51  | 28 | 41   |
| 1979/80 | 1    | Лига I | 5     | 34 | 14 | 9  | 11 | 50  | 37 | 37   |
| 1980/81 | 1    | Лига I | 2     | 34 | 18 | 7  | 9  | 57  | 34 | 43   |
| 1981/82 | 1    | Лига I | 1     | 34 | 20 | 7  | 7  | 62  | 31 | 47   |
| 1982/83 | 1    | Лига I | 1     | 34 | 17 | 15 | 2  | 62  | 25 | 49   |
| 1983/84 | 1    | Лига I | 1     | 34 | 19 | 11 | 4  | 69  | 36 | 49   |
| 1984/85 | 1    | Лига I | 2     | 34 | 21 | 10 | 3  | 59  | 31 | 52   |
| 1985/86 | 1    | Лига I | 4     | 34 | 20 | 6  | 8  | 49  | 27 | 46   |
| 1986/87 | 1    | Лига I | 2     | 34 | 17 | 10 | 7  | 84  | 46 | 44   |
| 1987/88 | 1    | Лига I | 2     | 34 | 30 | 3  | 1  | 107 | 25 | 63   |
| 1988/89 | 1    | Лига I | 2     | 34 | 30 | 2  | 2  | 130 | 30 | 62   |
| 1989/90 | 1    | Лига I | 1     | 34 | 26 | 5  | 3  | 96  | 23 | 57   |
| 1990/91 | 1    | Лига I | 3     | 34 | 16 | 11 | 7  | 54  | 27 | 43   |
| 1991/92 | 1    | Лига I | 1     | 34 | 21 | 13 | 0  | 76  | 23 | 55   |
| 1992/93 | 1    | Лига I | 2     | 34 | 23 | 7  | 4  | 81  | 24 | 53   |
| 1993/94 | 1    | Лига I | 3     | 34 | 16 | 7  | 11 | 65  | 40 | 39   |
| 1994/95 | 1    | Лига I | 3     | 34 | 20 | 5  | 9  | 61  | 35 | 65   |
| 1995/96 | 1    | Лига I | 5     | 34 | 15 | 7  | 12 | 40  | 37 | 52   |
| 1996/97 | 1    | Лига I | 3     | 34 | 18 | 5  | 11 | 56  | 34 | 59   |
| 1997/98 | 1    | Лига I | 6     | 34 | 17 | 3  | 14 | 66  | 50 | 54   |
| 1998/99 | 1    | Лига I | 2     | 34 | 26 | 4  | 4  | 95  | 27 | 82   |
| 1999/00 | 1    | Лига I | 1     | 34 | 27 | 3  | 4  | 93  | 40 | 84   |
| 2000/01 | 1    | Лига I | 2     | 30 | 15 | 6  | 9  | 56  | 44 | 51   |
| 2001/02 | 1    | Лига I | 1     | 30 | 17 | 9  | 4  | 63  | 33 | 60   |
| 2002/03 | 1    | Лига I | 6     | 30 | 13 | 5  | 12 | 49  | 46 | 44   |
| 2003/04 | 1    | Лига I | 1     | 30 | 22 | 4  | 4  | 71  | 30 | 70   |
| 2004/05 | 1    | Лига I | 2     | 30 | 20 | 2  | 8  | 60  | 30 | 62   |
| 2005/06 | 1    | Лига I | 3     | 30 | 17 | 5  | 8  | 56  | 32 | 56   |
| 2006/07 | 1    | Лига I | 1     | 34 | 23 | 8  | 3  | 63  | 24 | 77   |
| 2007/08 | 1    | Лига I | 4     | 34 | 17 | 10 | 7  | 55  | 36 | 61   |
| 2008/09 | 1    | Лига I | 3     | 34 | 20 | 5  | 9  | 56  | 30 | 65   |
| 2009/10 | 1    | Лига I | 6     | 34 | 13 | 14 | 7  | 48  | 37 | 53   |
| 2010/11 | 1    | Лига I | 6     | 34 | 16 | 8  | 10 | 68  | 52 | 56   |
| 2011/12 | 1    | Лига I | 5     | 34 | 18 | 8  | 8  | 57  | 32 | 62   |
| 2012/13 | 1    | Лига I | 6     | 34 | 16 | 8  | 10 | 48  | 40 | 56   |
| 2013/14 | 1    | Лига I | 4     | 34 | 17 | 8  | 9  | 52  | 34 | 59   |
| 2014/15 | 1    | Лига I | 7     | 34 | 13 | 9  | 12 | 47  | 44 | 48   |
| 2015/16 | 1    | Лига I | 4     | 26 | 13 | 9  | 4  | 36  | 24 | 48   |
| 2015/16 | 1    | Лига I | 4     | 10 | 2  | 6  | 2  | 12  | 15 | 36   |
| 2016/17 | 1    | Лига I | 3     | 26 | 12 | 5  | 9  | 40  | 33 | 41   |
| 2016/17 | 1    | Лига I | 3     | 10 | 5  | 4  | 1  | 15  | 8  | 40   |
| 2017/18 | 1    | Лига I | 7     | 26 | 11 | 6  | 9  | 39  | 31 | 39   |
| 2017/18 | 1    | Лига I | 7     | 14 | 11 | 1  | 2  | 29  | 10 | 54   |
| 2018/19 | 1    | Лига I | 9     | 26 | 8  | 8  | 10 | 29  | 37 | 32   |
| 2018/19 | 1    | Лига I | 9     | 14 | 8  | 3  | 3  | 16  | 7  | 43   |
| 2019/20 | 1    | Лига I | 13    | 26 | 10 | 4  | 12 | 37  | 41 | 34   |
| 2019/20 | 1    | Лига I | 13    | 9  | 2  | 2  | 5  | 8   | 11 | 25   |
| 2020/21 | 1    | Лига I | 12    | 30 | 7  | 6  | 17 | 26  | 41 | 27   |
| 2020/21 | 1    | Лига I | 12    | 9  | 5  | 2  | 2  | 11  | 8  | 31   |
| 2021/22 | 1    | Лига I | 14    | 30 | 4  | 5  | 21 | 24  | 66 | 17   |
| 2021/22 | 1    | Лига I | 14    | 9  | 4  | 2  | 3  | 14  | 11 | 23   |

## Рекорды игроков

### Игроки с наибольшим количеством матчей
Учитываются только официальные матчи, сыгранные на профессиональном уровне.
| №  | Имя                 | Период                          | Матчи | Голы |
| -- | ------------------- | ------------------------------- | ----- | ---- |
| 1  | Корнел Дину         | 1966—1983                       | 454   | 53   |
| 2  | Ионел Дэнчулеску    | 1995—1997, 2002—2009, 2010—2013 | 355   | 152  |
| 3  | Александру Кустов   | 1973—1984                       | 319   | 29   |
| 4  | Раду Нунвайллер     | 1963—1976                       | 295   | 38   |
| 5  | Ион Нунвайллер      | 1956—1968, 1970—1972            | 287   | 19   |
| 6  | Флорин Керан        | 1969—1980, 1985—1986            | 285   | 8    |
| 7  | Марин Ион           | 1973—1984                       | 279   | 4    |
| 8  | Ионел Августин      | 1974—1985                       | 267   | 87   |
| 9  | Дуду Джорджеску     | 1973—1983                       | 260   | 207  |
| 10 | Флорентин Петре     | 1994—2006                       | 259   | 43   |
| 11 | Корнел Попа         | 1957—1969                       | 252   | 0    |
| 12 | Марин Драгня        | 1977—1986                       | 251   | 58   |
| 13 | Мирча Луческу       | 1963—1977, 1990                 | 251   | 57   |
| 14 | Корнел Цэлнар       | 1977—1985                       | 230   | 24   |
| 15 | Костел Орак         | 1981—1989, 1990—1991            | 223   | 42   |
| 16 | Мирча Редник        | 1983—1990                       | 212   | 21   |
| 17 | Думитру Морару      | 1981—1989                       | 212   | 0    |
| 18 | Мариус Никулае      | 1996—2001, 2008—2012, 2015      | 202   | 85   |
| 19 | Флоря Думитраке     | 1965—1976                       | 198   | 108  |
| 20 | Ион Пыркэлаб        | 1961—1970                       | 194   | 53   |
| 21 | Александр Сэтмэряну | 1971—1980                       | 193   | 17   |
| 22 | Габриэл Санду       | 1971—1980                       | 192   | 4    |
| 23 | Клаудиу Никулеску   | 2001—2002, 2003—2008, 2009—2010 | 191   | 97   |
| 24 | Константин Штефан   | 1962—1971                       | 189   | 0    |
| 25 | Флорин Пруня        | 1985—1988, 1992—1998, 2000—2002 | 186   | 0    |
| 26 | Йоан Лупеску        | 1986—1990, 1998—2000, 2000—2002 | 183   | 25   |
| 27 | Адриан Михалча      | 1996—2001, 2004—2005            | 181   | 69   |
| 28 | Василе Добрэу       | 1969—1978                       | 181   | 4    |
| 29 | Юлиан Михэеску      | 1985, 1986—1992                 | 178   | 39   |
| 30 | Александру Николае  | 1982—1989, 1990—1991            | 178   | 10   |
| 31 | Аугустин Деляну     | 1969—1976                       | 178   | 7    |
| 32 | Космин Моци         | 2005—2012                       | 177   | 6    |
| 33 | Георге Михали       | 1991—1995, 1998—2001            | 174   | 16   |
| 34 | Йоан Андоне         | 1983—1990                       | 171   | 22   |
| 35 | Константин Фратила  | 1960—1970                       | 168   | 74   |
| 36 | Николае Думитру     | 1950—1959                       | 166   | 45   |
| 37 | Кристьян Пулхак     | 2002—2012                       | 166   | 3    |
| 38 | Илие Датку          | 1961—1969                       | 166   | 0    |
| 39 | Валериу Калиною     | 1951—1960                       | 164   | 9    |
| 40 | Нелу Стэнеску       | 1979—1987                       | 163   | 4    |
| 41 | Адриан Кристя       | 2004—2010                       | 161   | 26   |
| 42 | Александру Эне      | 1951—1960                       | 160   | 99   |
| 43 | Кэтэлин Мунтяну     | 2006—2008, 2010—2014            | 156   | 12   |

### Игроки с наибольшим количеством голов
Учитываются только официальные матчи, сыгранные на профессиональном уровне.
| №  | Имя                | Период                          | Голы |
| -- | ------------------ | ------------------------------- | ---- |
| 1  | Дуду Джорджеску    | 1973—1983                       | 207  |
| 2  | Ионел Дэнчулеску   | 1995—1997, 2002—2009, 2010—2013 | 152  |
| 3  | Флоря Думитраке    | 1965—1976                       | 108  |
| 4  | Александру Эне     | 1951—1960                       | 99   |
| 5  | Клаудиу Никулеску  | 2001—2002, 2003—2008, 2009—2010 | 97   |
| 6  | Дорин Матеуц       | 1986—1990, 1995                 | 88   |
| 7  | Ионел Августин     | 1974—1985                       | 87   |
| 8  | Мариус Никулае     | 1996—2001, 2008—2012, 2015      | 85   |
| 9  | Родион Кэмэтару    | 1986—1989                       | 76   |
| 10 | Георге Эне         | 1960—1967                       | 75   |
| 11 | Константин Фратила | 1960—1970                       | 74   |
| 12 | Адриан Михалча     | 1996—2001, 2004—2005            | 69   |
| 13 | Марин Драгня       | 1977—1986                       | 58   |
| 14 | Мирча Луческу      | 1963—1977                       | 57   |
| 15 | Клаудиу Вайшкович  | 1988—1990                       | 57   |
| 16 | Ион Пэркэлаб       | 1961—1970                       | 53   |
| 17 | Корнел Дину        | 1966—1983                       | 53   |